# Carl August Zehnder

Carl August Zehnder (1987)

Carl August Zehnder (* 5. Oktober 1937 in Baden AG) ist ein Schweizer Informatiker und emeritierter Hochschullehrer an der ETH Zürich.

## Biographie
Nach seinem Studium an der ETH Zürich, an der er 1965 über Computerberechnung von Stunden- und Fahrplänen dissertierte, arbeitete er in der Industrieberatung. Von 1966 bis 1967 hielt er sich zu einem Forschungsaufenthalt in den USA am Massachusetts Institute of Technology (MIT) auf. Nach seiner Rückkehr in die Schweiz arbeitete er an der ETH im Informatikbereich. 1970 erfolgte die Berufung zum Assistenz- und 1979 die Berufung zum ordentlichen Professor für Informatik.
Carl August Zehnder war 1983 einer der drei Gründer der Schweizer Informatik Gesellschaft. 1989 organisierte er mit Theo Härder in Zürich die BTW-Tagung. Zu Zehnders prominenten Schülern und Dissertanten gehören Andreas Meier und Rolf Pfeifer.
Carl August Zehnder war seit ihrer Gründung bis 2011 Stiftungsrat der Gebert Rüf Stiftung, der grössten Wissenschaftsstiftung der Schweiz. „In seiner Stiftungsarbeit war er insbesondere für Aktivitäten der Stiftung in technischen und ingenieurwissenschaftlichen Bereichen sowie für Projekte aus dem Fachhochschulbereich verantwortlich.“

## Auszeichnungen
2008 erhielt Zehnder den mit 200.000 Franken dotierten Preis der Stiftung Dr. J. E. Brandenberger, weil er "die Erkenntnisse der Informatikwissenschaften der breiten Öffentlichkeit zugänglich und nutzbar gemacht hat."
2015 wurde Zehnder die Ehrendoktorwürde der Université de Fribourg verliehen. In der Begründung heisst es: „Im Bereich der Forschung publizierte Prof. Zehnder wegweisende Beiträge zu Datenbanken, Informatikrecht (insb. Im Zusammenhang mit Datenschutzfragen und Personendaten), Entwicklung und dem Einsatz grosser Informatiksysteme.“

## Veröffentlichungen
- Mathematische Untersuchungen zur Berechnung von Stundenplänen und Transportfahrplänen. Diss. Math. ETH Zürich, Nr. 3723, 1965, doi:10.3929/ethz-a-000351850.
- mit Hans P. Günzi und Hans G. Tschach: Numerische Methoden der mathematischen Optimierung mit ALGOL- und FORTRAN-Programmen. Teubner, Stuttgart 1966.
- mit Kurt Bauknecht: Grundzüge der Datenverarbeitung: Methoden und Konzepte für die Anwendungen, Teubner, Stuttgart 1980.
- mit Andreas Meier: Flächenmodell-Register: die Strukturen wichtiger geographischer Datensammlungen der Schweiz (=Berichte des Instituts für Informatik. 39). ETH Institut für Informatik, Zürich 1980, doi:10.3929/ethz-a-000814167.
- Informationssysteme und Datenbanken. Verlag der Fachvereine, Zürich 1981, ISBN 3-7281-3002-8.
- Informatik-Projektentwicklung: Projekt, Anwendung, Nutzung. Teubner, Stuttgart 1986.
- Eine neue Wissenschaft erkämpft sich ihren Platz. In: Franz Betschon et al. (Hrsg.): Ingenieure bauen die Schweiz – Technikgeschichte aus erster Hand. Verlag Neue Zürcher Zeitung, Zürich 2013, ISBN 978-3-03823-791-4, S. 492–500.